# Julian Weigl
Julian Johannes Weigl (* 8. September 1995 in Bad Aibling) ist ein deutscher Fußballspieler. Der defensive Mittelfeldspieler steht bei Borussia Mönchengladbach unter Vertrag. Weigl bestritt mehrere Spiele für die deutsche Nationalmannschaft.

## Vereinskarriere

### TSV 1860 München

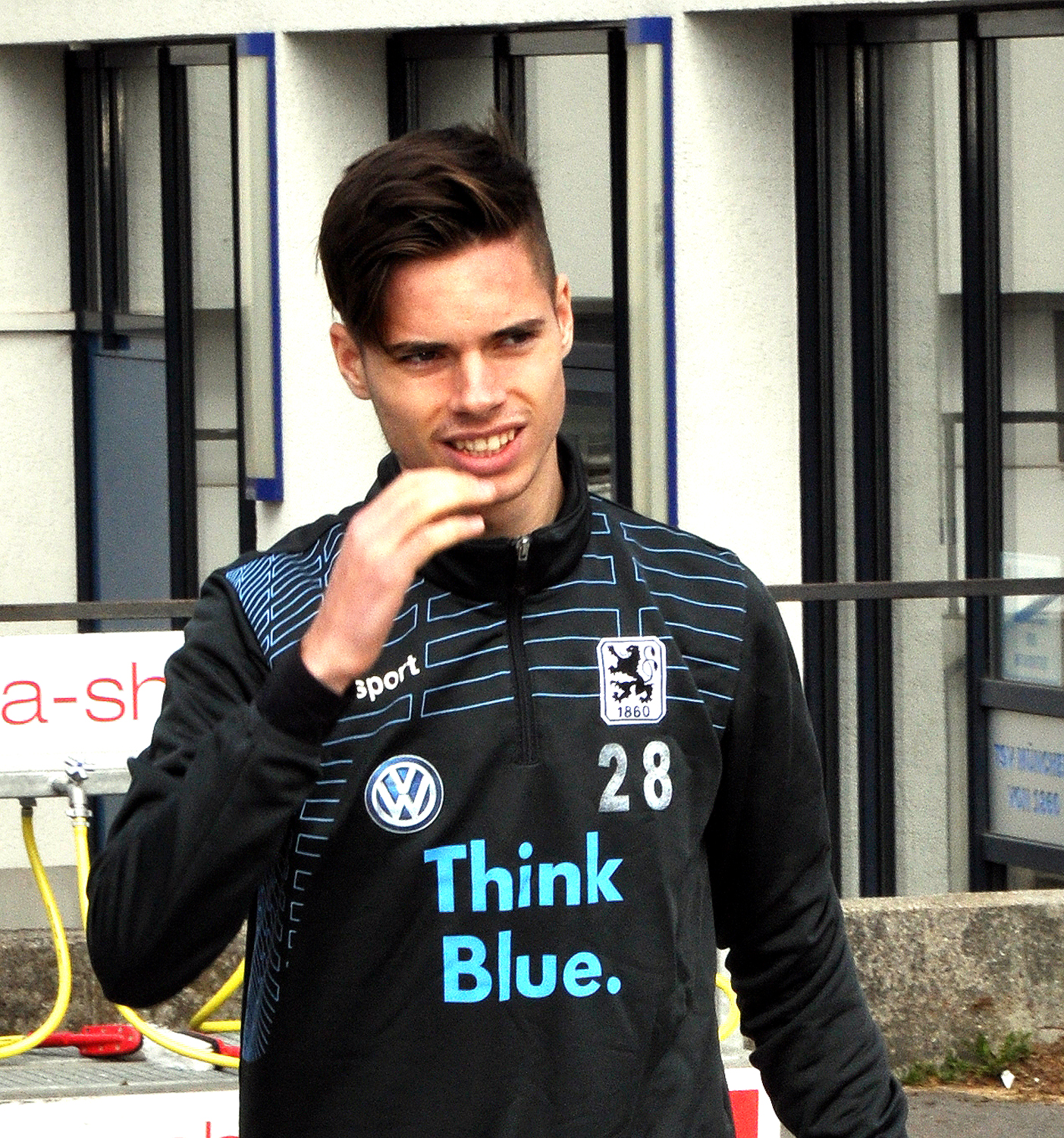
Weigl bei 1860 München (2015)

Weigl begann seine Karriere 2001 in der Jugend des SV Ostermünchen. Über den TSV 1860 Rosenheim kam er in das Nachwuchsleistungszentrum des TSV 1860 München. Als Kapitän der U-19-Mannschaft unterschrieb er im März 2013 einen bis 2016 laufenden Vertrag beim TSV. Ab Juli 2013 spielte er in der zweiten Mannschaft.
Am 21. Spieltag der Saison 2013/14 debütierte Weigl in der 1. Mannschaft von 1860 in der 2. Fußball-Bundesliga, als er auswärts bei der 0:2-Niederlage gegen den FC Ingolstadt 04 in der 66. Minute für Yannick Stark eingewechselt wurde. Am 27. Februar 2014 unterschrieb er einen bis 2017 gültigen Profivertrag.
Weigl wurde zu Beginn der Saison 2014/15 von Trainer Ricardo Moniz im Alter von 18 Jahren zum bis dahin jüngsten Mannschaftskapitän des Vereins ernannt. Nachdem er nach zwei Spieltagen aus disziplinarischen Gründen vorübergehend vom Spiel- und Trainingsbetrieb der ersten Mannschaft ausgeschlossen worden war, verlor er die Kapitänsbinde an Christopher Schindler. Grund für die Maßnahme war ein nächtlicher Ausflug, den Weigl mit seinen Teamkollegen Vitus Eicher, Daniel Adlung und Yannick Stark unternommen hatte, bei dem es zu negativen Äußerungen über den Verein gekommen sein soll.

### Borussia Dortmund
Zur Saison 2015/16 wechselte Weigl in die Bundesliga zu Borussia Dortmund. Er erhielt einen bis zum 30. Juni 2019 laufenden Vertrag. In seiner ersten Saison beim BVB etablierte er sich als Stammspieler und bestritt 50 Pflichtspiele. Am 34. Spieltag der Bundesligasaison 2015/16 stellte er einen neuen Bundesligarekord auf: Im Spiel gegen den 1. FC Köln hatte er 214 Ballkontakte, bevor er in der 83. Minute ausgewechselt wurde. Der bisherige Höchstwert lag bei 206 Kontakten von Xabi Alonso. Am 20. Dezember 2016 wurde die Verlängerung seiner Vertragslaufzeit bis zum 30. Juni 2021 bekannt gegeben. 2017 gewann Weigl mit Borussia Dortmund den DFB-Pokal und damit den ersten großen Titel seiner Karriere. Er kam beim 2:1-Finalsieg gegen Eintracht Frankfurt aufgrund einer Verletzung allerdings nicht zum Einsatz.
Sein erstes Bundesligator erzielte er am 23. September 2017 im Spiel gegen Borussia Mönchengladbach mit dem Treffer zum 6:1-Endstand. Nachdem er bis Sommer 2018 meist zur Stammelf gezählt hatte, kam er unter dem neuen Trainer Lucien Favre in der Hinserie nur noch sporadisch zum Einsatz, ab der Rückrunde wieder häufiger, dafür in ungewohnter Position, in der Innenverteidigung. Im 178. Revierderby (31. Spieltag, 2:4) lief Weigl zum hundertsten Mal für den BVB in der Bundesliga auf.
Im August 2019 gewann Weigl mit dem Verein nach einem 2:0 über den FC Bayern München den DFL-Supercup.
Bis zu seinem Wechsel absolvierte der Mittelfeld- und zeitweise Abwehrspieler in viereinhalb Jahren 171 Pflichtspiele für die erste Mannschaft des BVB (vier Tore).

### Benfica Lissabon
Zum 1. Januar 2020 wechselte Weigl zum portugiesischen Erstligisten Benfica Lissabon, bei dem er einen Vierjahresvertrag, der eine Ausstiegsklausel über 100 Millionen Euro enthält, erhielt. Der TSV 1860, von dem Weigl nach Dortmund gewechselt war, soll mit 10 % am Verkaufserlös seines ehemaligen Spielers beteiligt worden sein. In der Zwischenrunde der Europa League 2019/2020 konnte der Deutsche aufgrund einer Gelbrotsperre nur das Rückspiel gegen Schachtar Donezk für Benfica absolvieren und schied mit der Mannschaft aus. Am 4. Juni 2020 wurde Weigl nach einem Angriff auf den Mannschaftsbus von Benfica Lissabon verletzt ins Krankenhaus eingeliefert, da er von Splittern einer zerbrochenen Scheibe getroffen wurde. Mit Benfica wurde er 2020 Vizemeister hinter dem FC Porto, absolvierte 21 Saisonspiele und war ab dem 16. Spieltag Stammkraft im defensiven Mittelfeld. Die folgende Saison schloss man auf dem dritten Platz ab. Julian Weigl wurde zum Ende der Saison von den Vereinsanhängern zu Benficas Spieler der Saison gewählt.

### Borussia Mönchengladbach
Am 1. September 2022 lieh Borussia Mönchengladbach Weigl bis zum Ende der Saison 2022/23 von Benfica Lissabon aus. Anfang Mai 2023 verpflichtete der Verein ihn fest mit einer Vertragslaufzeit bis zum 30. Juni 2028.

## Nationalmannschaft
Weigl kam zwischen September 2013 und Juni 2014 zu vier Kurzeinsätzen für die deutsche U19-Nationalmannschaft, bevor er in die U20-Nationalmannschaft aufrückte. Mit ihr nahm er an der U20-WM in Neuseeland teil, bei der er mit der Mannschaft im Viertelfinale an Mali scheiterte. Ab September 2015 war Weigl Teil der U21-Nationalmannschaft und bestritt mit ihr noch den ersten Teil der letztlich erfolgreichen Qualifikation zur U21-Europameisterschaft 2017.
Am 29. Mai 2016 hatte Weigl in Augsburg seinen ersten Einsatz für die A-Nationalmannschaft. Bei der 1:3-Niederlage gegen die Slowakei im Vorbereitungsspiel zur zwölf Tage später beginnenden Europameisterschaft in Frankreich wurde er von Bundestrainer Joachim Löw zur zweiten Halbzeit eingewechselt. Seine Leistung bei dem nach einem schweren Gewitter unter widrigen Platzbedingungen fortgesetzten Spiel wurde vom Fachmagazin Kicker mit der Note 3 bewertet. Er wurde anschließend auch in den endgültigen Kader für die EM berufen, kam aber neben Jonathan Tah als einer von zwei Feldspielern beim Turnier nicht zum Einsatz.
Nach der Europameisterschaft kam er noch zu vier Einsätzen für die Nationalmannschaft und wurde ab März 2017 zunächst nicht mehr berücksichtigt. Erst fünf Jahre später, im März 2022, wurde er von Löws Nachfolger Hansi Flick anlässlich zweier Testspiele wieder in die Nationalelf berufen.

## Titel und Auszeichnungen
Titel
- DFB-Pokal-Sieger: 2017
- DFL-Supercup-Sieger: 2019

Auszeichnungen
- VDV-Newcomer der Saison: 2015/16
- Das goldene K (Kicker des Jahres), Kategorie Newcomer: 2016[22]

## Sonstiges
Weigl ist gläubiger Christ. Er bezeichnet die Zwillinge Lars und Sven Bender, die ebenfalls beim TSV 1860 München ausgebildet wurden, als seine sportlichen Vorbilder.
Er war Schüler an der Wirtschaftsschule Alpenland in seinem Geburtsort Bad Aibling.
2014 schloss er eine Ausbildung zum Einzelhandelskaufmann bei der TSV 1860 Merchandising GmbH ab.
Weigl heiratete seine langjährige Lebensgefährtin, die Fernsehmoderatorin Sarah Richmond, am 7. September 2020 in Portugal.